# Programa Weasel
El programa Weasel (en español, 'Comadreja') es una simulación desarrollada por el etólogo británico Richard Dawkins con el objetivo de demostrar el poder relativo de la selección cumulativa en la evolución de sistemas naturales y artificiales. El nombre Weasel se debe a que el objetivo del programa es producir la frase Methinks it is like a weasel ('yo creo que se parece a una comadreja'), proveniente de la obra de Shakespeare Hamlet.

## Contexto del programa
En el capítulo 3 de su libro El relojero ciego, Dawkins ofrece la siguiente explicación del programa, haciendo referencia al conocido teorema de los infinitos monos.

No sé quién fue el primero en argumentar que, dado un espacio de tiempo lo suficientemente largo, un mono que pulsara las teclas de una máquina de escribir de manera aleatoria llegaría a escribir todas las obras de Shakespeare. Obviamente, la parte crucial de esta hipótesis es 'dado un espacio de tiempo lo suficientemente largo'. De todas maneras, limitemos un poco la tarea del mono: supongamos que no tiene que escribir las obras completas de Shakespeare, sino simplemente la frase methinks it is like a weasel ('yo creo que se parece a una comadreja'). Pongámosle las cosas aún más fáciles: el mono dispondrá de un teclado más sencillo de lo normal, con sólo las 26 teclas correspondientes al alfabeto inglés (todas mayúsculas) y la barra espaciadora. ¿Cuánto tiempo le llevaría al mono escribir esta frase?

Este ejemplo está diseñado para hacernos considerar la producción de una secuencia de 28 caracteres, asumiendo que cada uno de ellos es seleccionado aleatoriamente. El número de posibles secuencias, dado el alfabeto disponible, es de 2728, o aproximadamente 1040. La probabilidad de que el mono produzca una secuencia determinada es extremadamente reducida. Cualquier secuencia puede ser seleccionada como el objetivo, y todas ellas tienen la misma probabilidad de ser producidas que la secuencia objetivo de Dawkins, es decir, 'ME THINKS IT IS LIKE A WEASEL'.
Sería posible escribir un programa informático que replicara las acciones del hipotético mono de Dawkins, produciendo continuamente secuencias de 28 caracteres sobre la base de un alfabeto de 26 letras y un espacio. Es fácil calcular que, incluso a una velocidad constante de varios millones de secuencias por segundo, el tiempo necesario para explorar todo el espacio de secuencias excedería con mucho el tiempo de vida del Universo.
Dawkins ofrece este ejemplo para ilustrar una concepción equivocada (pero muy común) de la evolución: que las secuencias de ADN y otros compuestos orgánicos como las  proteínas son el resultado de una combinación aleatoria de átomos. Si la selección natural funcionara de esta manera, la probabilidad de que se formara una secuencia de aminoácidos concreta sería extremadamente reducida (lo que se conoce como la falacia de Hoyle). Sin embargo, Dawkins explica que la selección natural no funciona así, sino que procede en pequeños cambios cumulativos. Seguidamente, demuestra que el proceso de selección cumulativa conlleva una reducción muy considerable en el número de pasos necesarios para producir cualquier secuencia posible:

Introduzcamos ahora una sutil diferencia en nuestro programa. El primer paso, al igual que antes, consiste en producir una secuencia aleatoria de 28 caracteres. Pero los pasos subsiguientes no consisten en producir más secuencias aleatorias. Más bien, cada paso produce varias copias de la secuencia anterior, pero con la posibilidad de que alguna copia no sea perfecta. A los errores de copia los llamaremos mutaciones. El programa examina las copias mutantes y selecciona la que se aproxime más a la secuencia objetivo 'METHINKS IT IS LIKE A WEASEL', por pequeña que sea la mejora.

Repitiendo este proceso de selección, una secuencia aleatoria de 28 caracteres evoluciona en pocas generaciones hasta la secuencia objetivo.
```
 Generación  1: WDLMNLT DTJBKWIRZREZLMQCO P 
 Generación  2: WDLTMNLT DTJBSWIRZREZLMQCO P
 Generación 10: MDLDMNLS ITJISWHRZREZ MECS P
 Generación 20: MELDINLS IT ISWPRKE Z WECSEL
 Generación 30: METHINGS IT ISWLIKE B WECSEL
 Generación 40: METHINKS IT IS LIKE I WEASEL
 Generación 43: METHINKS IT IS LIKE A WEASEL
```

Dawkins concluye así su explicación del programa Weasel.

El tiempo necesario para completar la tarea es irrelevante. Si de verdad le interesa, le diré que la primera vez tardó la media hora que me lleva a mí almorzar. Algunos aficionados a la informática podrían pensar que esto es un tiempo excesivamente largo, pero eso es porque la primera versión del programa estaba escrita en BASIC, un lenguaje con una sofisticación mínima. Cuando lo traduje a PASCAL, el programa tardó once segundos en producir la secuencia objetivo. También es cierto que los ordenadores son considerablemente más rápidos que los monos, pero, de nuevo, esto no es relevante. Lo que importa es la diferencia relativa entre el tiempo que lleva producir METHINKS IT IS LIKE A WEASEL por selección cumulativa, y el tiempo que llevaría producir la misma secuencia, a la misma velocidad de computación, por selección no-cumulativa -aproximadamente un sixtillón de años. Esto equivale a un cuatrillón de veces la edad actual del Universo.

## Implicaciones para la biología
Weasel es una demostración explícita de que la preservación de los pequeños cambios que se producen al copiar una secuencia de genes puede llegar a producir combinaciones complejas en un espacio de tiempo relativamente corto, asumiendo que también exista un mecanismo de selección cumulativo. Este puede ser tanto un agente externo que identifique las mutaciones beneficiosas (selección artificial), o los criterios de supervivencia impuestos por el entorno (selección natural). Aunque la mayoría de las características de un organismo se transmiten a sus descendientes, son las mutaciones inducidas por errores de reproducción las que permiten que algunos descendientes se adapten mejor a su entorno y puedan tener a su vez descendencia. Por el contrario, los descendientes peor adaptados se extinguen. Dawkins explica que:

el ojo humano tiene un papel principal en este proceso, ya que actúa como el agente seleccionador (...) En otras palabras, Weasel es un modelo de selección artificial, no de selección natural. El criterio de éxito no es el criterio de supervivencia. En la auténtica selección natural, si un organismo logra sobrevivir, sus genes también sobreviven simplemente porque van dentro del cuerpo. Así pues, los genes que sobreviven tienden a ser los genes que confieren al cuerpo del organismo las cualidades necesarias para sobrevivir.

Con respecto a la posibilidad de usar Weasel para explicar la selección natural, Dawkins reconoce varias limitaciones.

Aunque el ejemplo de Shakespeare y el mono es adecuado para ilustrar la diferencia entre selección cumulativa y no-cumulativa, también es incorrecto en varios aspectos. Para empezar, los miembros de cada generación (los descendientes mutantes) son juzgados sobre la base de su similitud a un objetivo final que se encuentra en un futuro lejano --es decir, la frase METHINKS IT IS LIKE A WEASEL. Pero la vida no es así. La evolución no tiene planes a largo plazo, no existe una forma final perfecta que pueda servir como modelo para guiar la selección, por mucho que la vanidad humana insista en la absurda idea de que nuestra especie representa el objetivo final de la evolución. En el mundo real, los criterios de selección se basan siempre en el beneficio inmediato: la simple supervivencia o, más generalmente, el éxito reproductivo.

## Críticas
El programa Weasel ha suscitado mucha discusión. Algunos filósofos de la ciencia lo han tachado de excesivamente simplista, y algunos proponentes del creacionismo y el diseño inteligente han negado que constituya un ejemplo válido del funcionamiento de la selección natural, ya que requiere que la intervención de un agente externo para seleccionar la secuencia objetivo. Debido a esto, se ha argumentado que Weasel es en realidad un ejemplo de selección artificial automatizada. El proponente del diseño inteligente William Dembski también ha criticado la asunción de que los estados intermedios de la secuencia puedan ser seleccionados únicamente sobre la base de principios evolutivos, y asegura que muchos genes que son útiles cuando se combinan no tienen ninguna función cuando están aislados.
Dawkins ya anticipó muchas de estas objeciones en El relojero ciego, y ha respondido que él nunca diseñó Weasel para ser un emulador de la evolución biológica real. Como demuestra las citas anteriores, Dawkins especificó claramente y desde el primer momento que Weasel representaba un modelo de selección artificial, y que sus únicos objetivos eran (a) demostrar el poder de la selección cumulativa con respecto a la selección no-cumulativa, y (b) exponer la falacia de que la selección natural es "un mono con una máquina de escribir". Un programa de "monos y máquinas de escribir" produciría un sinfín de secuencias aleatorias hasta conseguir producir la secuencia objetivo, lo cual podría llevar muchísimo tiempo. Un programa semejante se podría considerar como un ejemplo del saltacionismo, pero no de la evolución por medio de la selección natural.

## Modelos más complejos
En El Relojero Ciego, Dawkins también ofrece un modelo gráfico de evolución genética, usando entidades que bautizó como biomorfos. Los biomorfos son conjuntos bidimensionales de segmentos. Las relaciones geométricas entre los segmentos están controladas por un conjunto de nueve 'genes' que determinan la apariencia externa del biomorfo. Este programa permite que un agente externo seleccione a un cierto miembro de cada generación de biomorfos, siendo posible guiar su evolución hacia ciertas formas como 'aviones', 'pulpos', y demás.
Como simulación, los biomorfos no se aproximan mucho más al comportamiento real de los organismos biológicos, pero aun así son útiles para ilustrar el concepto de espacio genético. Cada gen corresponde a una dimensión, y el conjunto de genes de los organismos vivos constituye una fracción minúscula de todas las combinaciones posibles de genes, ya que muchas de las combinaciones no pueden producir un organismo viable. En palabras del propio Dawkins:

...no importa cuantas maneras haya de estar vivo: siempre habrá muchísimas más maneras de estar muerto.